# Groupement des commandos parachutistes
Pour les articles homonymes, voir Groupement et GCP.
Le Groupement des commandos parachutistes (GCP) est une unité composée de détachements de régiments appartenant à la 11e brigade parachutiste. Ses effectifs sont donc répartis entre les différents régiments de la brigade. Ces commandos forment des groupes de chuteurs opérationnels susceptibles d'être parachutés en avant des troupes afin de marquer des zones de parachutage pour le gros des troupes. Ils effectuent des missions commandos parfois complexes, mais n’appartiennent pas aux forces spéciales.

## Historique
Les groupements de commandos parachutistes sont fondés en 1965 sous le nom d'« équipes de saut opérationnel à grande hauteur » (SOGH). Le 1er janvier 1982, ils prennent l'appellation de Commandos de renseignement et d'action dans la profondeur (CRAP), dénomination qu'ils conserveront jusqu'en 1999. À titre anecdotique, l'appellation CRAP a été remplacée à la suite d'une discussion entre le patron des GCP à l'époque, le lieutenant-colonel Pascal Chapoulaud (Chaps), et un officier américain rencontré sur un théâtre d'opérations extérieures, avec lequel il avait sympathisé. Le militaire américain a demandé au colonel Chapoulaud s'il savait ce que signifiait le mot crap en anglais. Il ne donna aucune réponse et demanda à un traducteur qui lui répondit que le mot « crap » signifiait « de la merde » ! L'état-major effectua un changement de nom de l'unité qui devint GCP[réf. nécessaire].
C'est en 1969 qu'a lieu le premier engagement opérationnel des CRAP avec l'intervention de l'équipe des unités du 2e régiment étranger de parachutistes (bleu 2, commandé par l'adjudant Fayolle)[réf. nécessaire] lors de la guerre civile tchadienne (1965-1979).

## L'emblème du groupement

Emblème du groupement

Créé en 1992, ses bandes verticales rouge et blanche représentent le fond de la couleur du fanion de commandement de la 11e division parachutiste, qui était le niveau d'emploi des CRAP.
Une flèche d'or stylisée orientée vers le bas, évoquant la force venue du ciel et l'audace. Cinq étoiles bleu nuit, couleur du ciel de leur engagement, représentent les cinq commandos éclaireurs formant l'équipe commando à la création des CRAP.
Encadrant les trois éléments précédents : un liseré vert et rouge amarante en référence à la couleur des bérets des commandos qui composent le GCP, le liseré noir encadré d'or fait honneur aux commandos.

## Missions

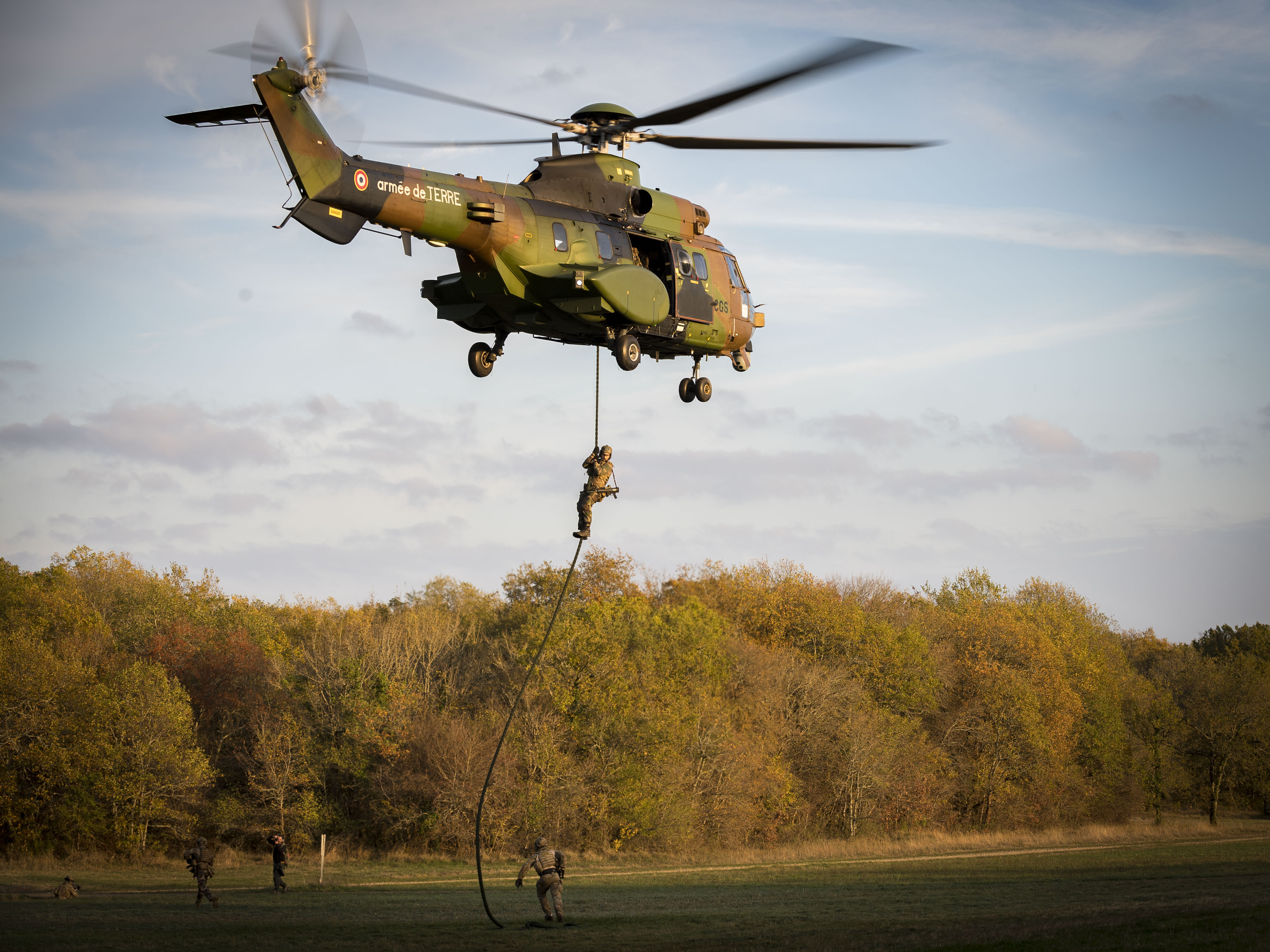
Exercice Falcon Amarante

Le groupement de commandos parachutiste de la 11e BP est une unité spécifique non organique principalement dédiée à l'engagement par la troisième dimension. Il est aussi en mesure d'appuyer une manœuvre aéroterrestre par le biais de l'appui à la mise à terre, du renseignement et des actions commandos dans la profondeur. Il constitue un pion tactique souple et performant à forte plus-value opérationnelle.
Sa mise en place s'effectue prioritairement par saut opérationnel à grande hauteur ou par tout autre moyen discret approprié (véhicule léger de type VLRA) ou par opération héliportée. Le GCP est composé d'hommes rompus à toutes les techniques commandos, à la fois polyvalents et spécialistes de techniques particulières nécessaires à l'exécution de leurs missions en toute autonomie. Ces groupes de commandos sont des outils adaptés pour agir dans la profondeur et sur très court préavis.

## L'infiltration sous voile
Le GCP détient une expertise dans le domaine de la troisième dimension qui lui permet, après une projection stratégique, d'être engagé, dans des délais réduits, en toute discrétion et en s'affranchissant d'infrastructure terrestre.
L'infiltration sous voile (ISV) consiste pour les commandos à être largués d'un avion en vol à 4 000 m puis de s'infiltrer par les airs sur une distance pouvant aller jusqu'à 20 km s'assurant ainsi un maximum de discrétion lors de leur arrivée au sol.

## Caractéristiques
Chacun des régiments de la brigade comporte un groupe constitué de deux ou trois équipes, chacune composée d'une dizaine de chuteurs opérationnels et de moniteurs commandos. Le groupe est généralement rattaché à la compagnie d'éclairage et d'appui (CEA) ou à la compagnie de commandement et de logistique (CCL). Son emploi est décidé au niveau de la brigade par le Général qui la commande.
En cas de conflit, ces hommes sont susceptibles d'être parachutés en avant des forces au sein du déploiement conventionnel ou d'être employés dans des missions demandant un savoir-faire dépassant les capacités des unités élémentaires de l'armée de terre.
En 2007, les GCP alignent sous leur commandement dix-neuf équipes de commandos parachutistes constituées chacune d'une dizaine de membres. Les équipes sont réparties dans les régiments suivants :

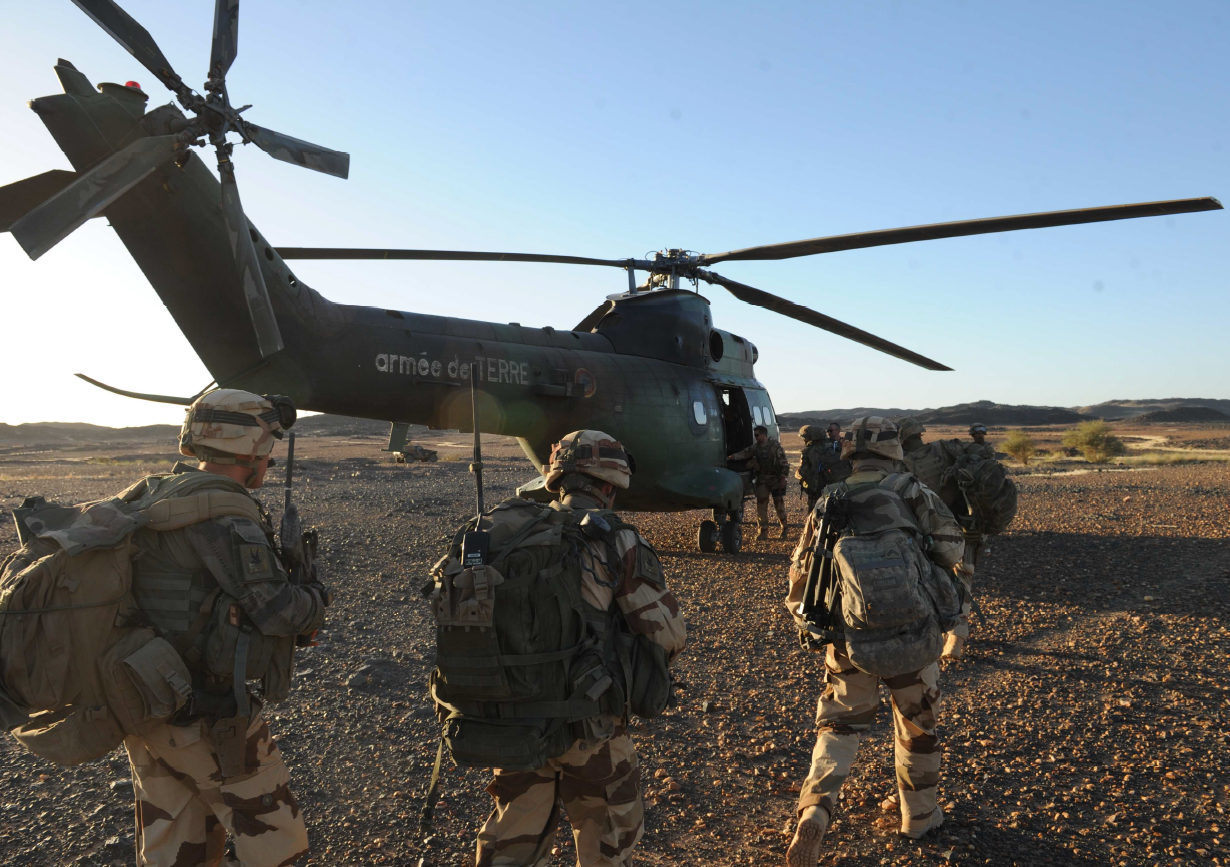
embarquement GCP du 35e RAP

- 1er régiment de chasseurs parachutistes (3 équipes de 10 commandos) ;
- 1er régiment de hussards parachutistes (3 équipes) ;
- 2e régiment étranger de parachutistes (3 équipes) ;
- 3e régiment de parachutistes d'infanterie de marine (3 équipes) ;
- 8e régiment de parachutistes d'infanterie de marine (3 équipes) ;
- 17e régiment de génie parachutiste (2 équipes) ;
- 35e régiment d'artillerie parachutiste (2 équipes) ;
- 11e compagnie de commandement et de transmissions parachutiste (1 équipe).

## Cursus du commando
Le cursus de formation initiale est long, jalonné très souvent en cinq étapes :
1. Sélection : durant environ 10 jours, les candidats sont testés sur leur niveau tactique, technique, physique et psychologique ;
2. Acquisition de prérequis techniques : les candidats doivent acquérir les qualifications de chute libre, valider les modules en ISTC, le PLS[4],[5] 1111 pour les sous-officiers et 3333 pour les officiers, et les premiers secours en combat de niveau 1 ;
3. Formation initiale technique et tactique (Stage JEDBURGH, en référence aux commandos du service action du BCRA) : ce stage de formation initiale permet de former les futurs commandos sur un socle de procédures communes. Quel que soit son grade, chaque commando parachutiste du GCP suit cette formation pendant 15 semaines ;
4. Formation au saut opérationnel à grande hauteur (SOGH) : d'une durée de 12 semaines, le stage SOGH est conduit par l'École des troupes aéroportées à Pau. Il donne la capacité à chaque commando d'être mis en place par infiltration sous voile, saut à ouverture basse de jour comme de nuit à une hauteur maximum de 4 000 m ;
5. Instructions spécialisées : elles sont menées tout au long de l'année pour former un commando dans sa future spécialité et durent de 1 à 8 semaines.

Il faut au minimum 12 mois pour former initialement un équipier commando de la 11e Brigade Parachutiste.

## Engagement en opération extérieure
- 1992 - Somalie
- 1993 - Tchad, Bénin
- 1994 - Rwanda
- 1995 - Ex-Yougoslavie, Tchad
- 1996 - Ex-Yougoslavie
- 1997 - Ex-Yougoslavie, Zaïre
- 1998 - Ex-Yougoslavie, Congo
- 1999 - Ex-Yougoslavie, Congo
- 2000 - Ex-Yougoslavie, Congo
- 2001 - Ex-Yougoslavie, Congo
- 2002 - Ex-Yougoslavie, Macédoine
- 2003 - République centrafricaine, Macédoine, République de Côte d'Ivoire
- 2004 - République centrafricaine, Haïti
- 2005 - République centrafricaine
- 2006 - République centrafricaine
- 2007 - République centrafricaine, Afghanistan
- 2008 - République centrafricaine
- 2009 - République centrafricaine, Afghanistan
- 2010 - République centrafricaine, Afghanistan, Tchad
- 2011 - Afghanistan
- 2012 - République centrafricaine
- 2013 - République centrafricaine, Mali
- 2014 - République centrafricaine, Mali
- 2015 - République centrafricaine, bande sahélo-saharienne
- 2016 - Bande sahélo-saharienne, Sénégal
- 2017 - Bande sahélo-saharienne, République de Côte d'Ivoire, Sénégal
- 2018 - Bande sahélo-saharienne
- 2019 - Bande sahélo-saharienne, République de Côte d'Ivoire
- 2020 - Bande sahélo-saharienne

Depuis novembre 2013, les commandos du GCP se relaient en auto-relève sur l'opération Barkhane.

## Opérations des équipes au Sahel

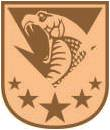
Insigne du GCP lors de l'Opération Barkhane

- Combat de l'Ametettaï
- Combat de la forêt de Foulsaré
- Combat de la forêt de Serma (2017)
- Combat d'Inabelbel
- Combat de la forêt de Serma (2019)
- Combat d'Akabar
- Opération Aconit